# Старая пластинка
«Старая пластинка» — музыкальный рисованный мультипликационный фильм режиссёра Вячеслава Котёночкина на песни Леонида Утёсова. Выпущен в кинотеатрах через год после смерти Леонида Осиповича как дань памяти. Таким образом, создатели мультфильма решили донести до сознания юного зрителя творчество великого артиста и передать новому поколению память об Утёсове через музыкальный мультфильм.

## Сюжет
На звук патефона в квартире двухэтажного дома в Одессе приземлилась летающая тарелка, члены экипажа которой забрали на время коробку грампластинок с песнями Леонида и Эдит Утёсовых и увезли к себе домой для перезаписи и знакомства жителей родной планеты с творчеством Земли.
Прозвучали песни: «Сердце (Как много девушек хороших)», «Маркиза», «Му-му», «Борода», «Песня старого извозчика», «Улыбка».

## Создатели
- Авторы сценария — Ирина Крякова, Вячеслав Котёночкин;
- Кинорежиссёр — Вячеслав Котёночкин;
- Художники-постановщики — Григорий Козлов, Александр Винокуров, Николай Ерыкалов, Алексей Котёночкин;
- Кинооператор — Светлана Кощеева;
- Звукооператор — Владимир Кутузов;
- Художники-мультипликаторы — Виктор Лихачёв, Владимир Крумин, Олег Сафронов, Татьяна Померанцева, Олег Комаров, Алексей Букин;
- Художники — Инна Заруба, Сергей Маракасов, Пётр Коробаев, Николай Климов;
- Ассистент режиссёра — Татьяна Митителло;
- Монтажёр — Маргарита Михеева;
- Редактор — Елена Никиткина;
- Директор съёмочной группы — Лилиана Монахова